# Manuskrypt paryski G
Manuskrypt paryski G – zbiór notatek Leonarda da Vinci datowany na lata 1510–1515. Manuskrypt znajduje się obecnie w Institut de France w Paryżu.
Manuskrypt paryski G jest poświęcony botanice. Obok treści podstawowej znajdują się tu również rysunki rzek, urządzeń i mechanizmów do bicia monet, które mogą być związane z pobytem Leonarda w Rzymie w latach 1513–1516. Na jednej Leonardo ma pretensje do Leona Alberti i Witruwiusza o zarzucenie projektowania statków.
Rękopis obejmuje 93 stron (pierwotnie 96). Jego wymiary wynoszą 139 × 97 mm.